# Benoît Lachambre
 (avril 2016).
Si vous disposez d'ouvrages ou d'articles de référence ou si vous connaissez des sites web de qualité traitant du thème abordé ici, merci de compléter l'article en donnant les références utiles à sa vérifiabilité et en les liant à la section « Notes et références ».
Benoît Lachambre, né le 10 février 1960 à Montréal au Canada est un chorégraphe québécois de danse contemporaine.

## Biographie
Après une formation de danse classique et de jazz, Benoît Lachambre débute dans Les Ballets Jazz de Montréal de 1978 à 1980 puis rejoint le Toronto Dance Theatre (en) de 1980 à 1983.
En 1996, il fonde à Montréal la compagnie Par B.L.eux (« B.L. » étant ses initiales et « eux » pour les artistes créateurs avec lesquels il s’associe), structure au sein de laquelle il évoluera jusqu'en 2020. Ses plus fortes influences chorégraphiques sont Meg Stuart, avec laquelle il collabore régulièrement, mais aussi Amélia Itcush pour son travail sur la dispersion de poids dans le corps[Quoi ?]. Il a multiplié les rencontres et les échanges avec de nombreux chorégraphes et artistes provenant de disciplines différentes : Boris Charmatz, Sasha Waltz, Marie Chouinard, Louise Lecavalier ou encore le musicien Hahn Rowe, avec lesquels il a créé en 2003 une de ses pièces majeure Forgeries, Love and Other Matters : œuvre pour laquelle ils ont reçu en 2006 un Bessie Award.
Parmi les créations les plus notables de Benoît Lachambre, peuvent être cités  I Is Memory (2006, solo pour Louise Lecavalier), JJ’s Voices (2009) et High Heels Too (2013) créés pour le Ballet Cullberg à Stockholm.
En novembre 2013, Benoît Lachambre a reçu le Grand prix de la Danse de Montréal 2013, à la suite de la présentation à Montréal de l’œuvre Snakeskins, puis en décembre 2014 le prix de la meilleure œuvre chorégraphique, remis par le Conseil des arts et des lettres du Québec, pour Prismes, créée dans le cadre de Montréal Danse.

## Principales chorégraphies
- 1999 : Délire défait
- 2000 : Confort et Complaisance
- 2001 : Not to Know
- 2003 : 100 Rencontres
- 2004 : Forgeries, Love and Other Matters en collaboration avec Meg Stuart
- 2005 : « I » Is Memory
- 2006 : Comme un chat assis sur le bord d'un océan de lait espérant le lécher au complet
- 2006 : Lugares comunes
- 2008 : Is You Me avec Louise Lecavalier
- 2008 : Body-Scan avec Su-Feh Lee
- 2009 : JJ's voices, une commande pour le Ballet Cullberg
- 2010 : O Oui
- 2012 : Snakeskins
- 2015 : Hyperterrestres, œuvre créée avec le chorégraphe français Fabrice Ramalingom, musique d'Hahn Rowe lors du Festival TransAmériques
- 2016 : Lifeguards, premier volet d’un triptyque lors du Festival « June Events » à Paris[2].
- 2018 : Fluid Grounds, deuxième volet d’un triptyque amorcé avec Lifeguard lors du Festival TransAmériques[3].

## Prix et distinctions
- 2013 : Grand Prix de la danse de Montréal 2013[4]
- 2014 : Prix de la meilleure œuvre chorégraphique pour Prismes créé dans le cadre de Montréal Danse 2013.